# Bosques de Viena
Los Bosques de Viena (en alemán: Wienerwald) es una sección baja y boscosa de los Alpes en la Baja Austria oriental y Viena. La zona abarca 1000 km² e incluye las partes más septentrionales de toda la cordillera de los Alpes.

## Ubicación
Los Bosques de Viena pueden definirse como un grupo de colinas limitadas por los ríos Triesting, Gölsen, Traisen y Danubio. Es un destino frecuentado para actividades al aire libre de la zona densamente poblada de los alrededores de Viena.
Se encuentra en la frontera entre dos de los cuatro cuartos de Baja Austria, y llega hasta la ciudad de Viena.

## Geografía
La mayor altura de los Bosques de Viena es Schöpfl con 893 m s. n. m., donde se encuentra el observatorio Leopold Figl. Ríos importantes de los Bosques de Viena son el Wien, el Schwechat y el Triesting. El extremo noreste Leopoldsberg da al Danubio y la cuenca de Viena forma el extremo oriental de la cadena alpina.
Aunque los Bosques de Viena sean un paisaje protegido y un importante área recreativa, está amenazada por la dispersión urbana. El Lainzer Tiergarten, un gran parque poblado por jabalíes y otros animales salvajes así como el Schwarzenbergpark fueron creados en el territorio de la ciudad de Viena durante el siglo XIX. El parque natural Sandstein-Wienerwald está cerca de Purkersdorf, a unos 20 km al oeste de Viena. Hay también algunas grutas naturales como la Dreidärrischenhöhle ("Cueva de los tres sordos").

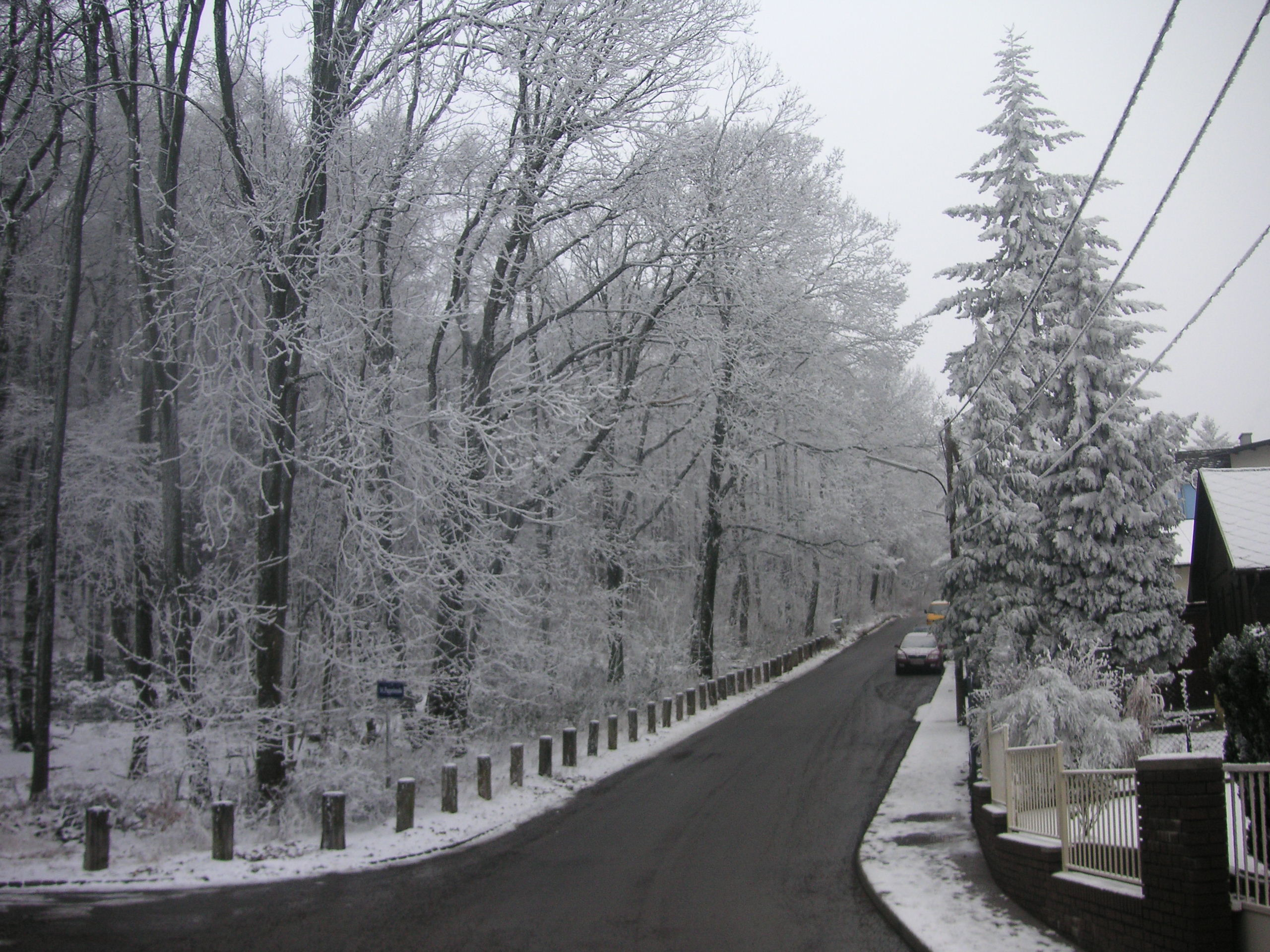
Pappelstraße en el XIV distrito vienés, Penzing, una zona residencial que bordea el Wienerwald.

Los Bosques de Viena son desde el año 2006 una reserva de la biosfera, cuya altitud va desde los 160 a los 893 m s. n. m. Su énfasis principal se encuentra en la conservación y el desarrollo regional. La zona protegida abarca más de 105.000 ha.

## Geología
Las cordilleras de los Bosques de Viena son la transición entre los Alpes orientales y los Cárpatos, separados por el Danubio y algunas líneas tectónicas cerca de Viena. La parte norte pertenece a la zona arenisca de los Alpes, mientras que la parte sur es de los Alpes calizos septentrionales. En el este, su frontera es la línea termal, que forma una línea de ruptura geológica con la cuenca vienesa. El bosque en el norte está formado sobre todo por hayas, robles y carpes, mientras que en el sur se dan las coníferas, principalmente pinos y abetos. El parque natural de los Föhrenberge (Montes de Pinos)  se encuentra en esta última región.

## Historia
Los Bosques de Viena han estado poblados probablemente desde el siglo VIII. Bajo la influencia de los ávaros, una población eslava asentada aquí después del Völkerwanderung, a quienes pueden deberse nombres de localidades como Döbling, Liesing o Gablitz. Los Bosques de Viena eran una reserva real de caza, pero a principios del siglo XVI, ganó importancia también por la silvicultura. A partir del año 1840, el desarrollo industrial animó el asentamiento en la zona. En 1870, se propusieron planes de aclarar la mayor parte del bosque, pero esto causó gran resistencia del público, en la que Josef Schöffel fue una de las más importantes figuras.
En 1987, los gobernadores de los estados de Viena, Baja Austria y Burgenland firmaron la Declaración de los Bosques de Viena para proteger la naturaleza en la región.